# 21932 Rios
21932 Rios è un asteroide della fascia principale. Scoperto nel 1999, presenta un'orbita caratterizzata da un semiasse maggiore pari a 2,8876500 UA e da un'eccentricità di 0,0740254, inclinata di 3,23902° rispetto all'eclittica.